# Pierre Augustin Tchouanga
Pierre Augustin Tchouanga, né le 28 avril 1928 à Bafang et mort le 23 octobre 1999 à Nkongsamba, est un prélat catholique camerounais, prêtre du Sacré-Cœur de Jésus (dehonien), qui fut évêque de Doumé-Abong' Mbang pendant 16 ans.

## Biographie
D'origine Bamiléké Pierre Tchouanga est né à Bafang le 28 avril 1928. Après des études de théologie à Lyon, où il est ordonné prêtre le 29 juin 1959, il retourne au Cameroun en septembre 1960. Le 17 mars 1983 il est nommé évêque de Doumé-Abong' Mbang, une charge qu'il conserve jusqu'à sa démission le 24 février 1995. L'évêque polonais Jan Ozga lui succède.
En collaboration avec Bernard François Ngangoum, il est l'auteur de l'ouvrage La vérité du culte des ancêtres en Afrique chez les Bamiléké, publié à Nkongsamba en 1975.